# Барышниково (Пензенская область)
Бары́шниково — деревня Малосергиевского сельсовета Тамалинского района Пензенской области. На 1 января 2004 года — 27 хозяйств, 55 жителей.

## География
Барышниково расположено на юге Тамалинского района, в 0,5 км к северу от села Зубрилово.

## История
По исследованиям историка — краеведа Полубоярова М. С., образована в 1850—1890 годах крестьянами помещика Барышникова из села Зубрилово, в 50-х годах XX века базировалась бригада колхоза им. Сталинской Конституции. До 2010 года деревня Барышниково относилась к Зубриловскому сельсовету. Согласно Закону Пензенской области № 1992-ЗПО от 22 декабря 2010 года передана в Малосергиевский сельский совет.

## Численность населения
| год                | 1959 | 1979 | 1989 | 1996 | 2004 |
| ------------------ | ---- | ---- | ---- | ---- | ---- |
| количество жителей | 175  | 10   | 51   | 83   | 55   |

## Улицы
- Барышниково.